# Wesselburen
Wesselburen er en by og kommune i det nordlige Tyskland, beliggende i Amt Büsum-Wesselburen under Kreis Dithmarschen. Kreis Dithmarschen ligger i den sydvestlige del af delstaten Slesvig-Holsten.

## Geografi
Wesselburen ligger tæt ved Nordsøen omkring 11 km vest for Heide.

### Nabokommuner
Nabokommuner er (med uret fra nord) Schülp, Oesterwurth, Süderdeich og Norddeich.

## Historie
Wesselburen blev bygget på to forhøjninger i mosen, som allerede havde været beboet for mere end 1000 år siden, og voksede over tid til en større bosættelse. Den centrale landsby stammer ifølge arkæologiske fund fra 8. til 9. århundrede og blev yderligere øget. Senest i det 12. århundrede fik stedet, der først er skriftligt dokumenteret i 1281, den nuværende struktur: fra det højeste punkt, hvor kirken ligger, strækker hovedvejen fra det historiske centrum videre.
Siden 1625 er der blevet afholdt markeder i landsbyen.
I 1736 brændte næsten hele landsbyen ned og måtte genopbygges næsten fuldstændigt.
Indbyggertal: i 1835 havde flækken 1.249 indbyggere, 1840 1.312 indbyggere, i 1845 1.311 indbyggere, i 1855 1.413 indbyggere og i 1860 1.485 indbyggere.